# Coelioxys postponenda
Coelioxys postponenda är en biart som beskrevs av Schulz 1906. Coelioxys postponenda ingår i släktet kägelbin, och familjen buksamlarbin. Inga underarter finns listade i Catalogue of Life.